# Comportamento do consumidor
Comportamento do consumidor é o estudo do quando, porquê, como e onde as pessoas decidem comprar ou não um produto. Combina elementos da psicologia, sociologia, economia e antropologia social. Tenta compreender o processo de tomada de decisão do comprador, tanto individualmente como em grupo. Estuda as características dos consumidores individuais, através de variáveis demográficas e comportamentais, numa tentativa de compreender os desejos das pessoas. Também tenta avaliar a influência de grupos sobre o consumidor, tais como a família, os amigos, grupos de referência e a sociedade em geral.

## Estudos iniciais
O estudo de comportamento do consumidor é baseado no comportamento de consumo, com o consumidor a desempenhar três funções distintas: utilizador, pagador e comprador. O marketing de relacionamento é um ativo importante para análise de comportamento do cliente, pois tem um grande foco na redescoberta do verdadeiro significado do marketing através da reafirmação da importância do cliente ou comprador. Uma maior importância é também colocada na retenção de clientes, gestão da relação com o cliente, personalização e marketing de um para um.
Ele engloba três fases: obtenção – que é o início da compra ou recebimento de um produto, consumo – que é como, onde e sob qual circunstância os consumidores usam um produto e eliminação – que consiste em analisar o consumidor do ponto de vista ecológico. 
Todas as organizações envolvidas no processo de produção de um produto, desde quando surge a ideia até o consumo final, estão incluídas na Cadeia de fornecimento ao varejo e engloba organizações produtoras, atacadistas, varejistas e os consumidores, que são considerados os “chefes”, por isso a necessidade de estudá-los.
O marketing é fundamental para ditar o comportamento do consumidor pois ele instiga a uma reação que pode ser positiva ou negativa do cliente.  
Há cada vez maior maturidade dos consumidores, em especial as relacionadas com o ambiente, estando a conduzir a uma redefinição dos valores do comportamento de consumo. O consumidor tende a tornar-se mais consciente da vida do produto (antes e depois) e mais exigente com o que implica o ato da compra: rapidez, serviço completo e personalizado. Todavia há alguns impedimentos que dificultam o comportamento de consumo mais sustentável, como falta de informação sobre produtos/serviços sustentáveis, interesses pessoais, limitações culturais e econômicas, oferta restrita.
Além desses aspectos, há um que é de extrema importância para os empreendedores que é de entenderem profundamente o segmento de clientes que ele irá atender. Conhecer bem seus clientes alvo é indispensável para saber como é sua relação com o produto/serviço, como ele o utiliza e etc. No caso de serviços é indispensável ir mais fundo e entender como constituem a experiência com o produto e que critérios utilizam para a escolha, por exemplo.
Com isso, utiliza-se para estudos estas variáveis para entender o comportamento do consumidor: cultural, social, pessoal e psicológico.  
- O fator cultural - diz respeito aos valores adquiridos convivendo socialmente em determinada região. Essa parte cultural é que possui maior influência sobre o consumidor, pois vai mostrar suas preferências, costumes e atitudes.

- O fator social - perceberá que envolve grupos de referência para o consumidor, como grupos mais informais que são compostos por pessoas de mais afinidade com ele, ou de papéis e posições sociais. Esses grupos de referência influenciam tanto no ato da compra quanto nos pensamentos e sentimentos, sendo também chamados de "formadores de opinião".

- Os fatores pessoais são as características pessoais que o consumidor possui, ou seja, é a parte empírica dele, pois trará consigo suas vivências e experiências adquiridas ao longo de sua vida. Dentre eles estão:
  - Ocupação;
  - Estilo de vida;
  - Personalidade;
  - Condição econômica;
  - Idade e estágio do ciclo de vida.

- Os fatores psicológicos, que envolvem a:
  - Motivação: o desejo que leva a ação de satisfazer tal necessidade de compra de algo;
  - Percepção:  momento em que ocorre as percepções do processo de motivação em sentir a necessidade, vontade e compreendê-las;
  - Aprendizagem: experiências adquiridas;
  - Crenças e atitudes: a situação de posicionamento do consumidor diante de um produto ou serviço, podendo ser positivo ou negativo.

## Processo de Decisão dos Consumidores
sempre que se deseja vender um determinado produto ou serviço a um cliente potencial, é necessário informar-se sobre cinco aspectos principais do comportamento de compra e escolha relativas ao produto ou serviço considerado a saber: as motivações de compra de consumidores; os seus critérios de escolha entre as marcas; grau de implicação relativamente ao produto; o grau de premeditação da compra e as fontes de informação e de conselho às quais os consumidores recorrem.
As motivações são definidas como razões subjetivas que incitam as pessoas a consumir e ou a comprar um produto ou serviço. As motivações e os travões podem agrupar-se em três categorias principais. Motivações de caráter hedonista: São os prazeres ou sentimentos agradáveis que um indivíduo espera do consumo, posse ou compra de um produto e as motivações de caráter racional ou utilitário. 
Um indivíduo pode ser incitado a comprar, utilizar ou consumir um produto porque pensa que este lhe é útil ou vem ao encontro do seu interesse e as Motivações éticas – Correspondem aos sentimentos de dever (ou Obrigações morais) que podem levar um indivíduo a comprar e a consumir um produto. Entrar também os critérios de escolha entre as marcas: Primeira, Identificação de critérios de escolha em que os principais critérios que um consumidor utiliza para comparar as marcas, e para medir a importância (ou ponderação) relativa de cada um destes critérios na decisão final confundem-se, por vezes, com suas motivações de consumo e o segundo a ponderação dos critérios de escolha.
Sendo critérios de escolha dos consumidores geralmente múltiplos, é importante avaliar a sua importância relativa, através de perguntas diretas colocadas aos consumidores. Pode-se também, por métodos de análise estatísticos.
É crucial analisar o grau de envolvimento dos consumidores em relação à compra de um produto, o chamado envolvimento implicação corresponde à importância que o indivíduo atribui à decisão que deve tomar (ou às escolhas que deve fazer): uma decisão é “envolvente” quando o indivíduo julga que ela pode ter para ele consequências importantes, no bom ou no mau sentido. 
O grau de premedição da compra também é outro aspecto a ser considerado, refere-se, essencialmente, à duração ou intensidade de reflexão prévia à compra. No grau da premedição da compra conta as compras refletidas (ou premeditadas) que são precedidas de um período relativamente longo de exploração, de informação, de comparação e de reflexão da parte do consumidor. 
As compras por impulso que são decididas no momento em que o consumidor contata com o produto no ponto de venda e relativamente às quais o processo de informação e reflexão é muito curto e precede imediatamente a decisão: compras de baixo preço e por último, as compras automáticas correspondem a um hábito adquirido e são, de alguma forma, “pré-programadas”.
Quando se preparam para fazer uma compra refletida, os consumidores, para tomarem a sua decisão, têm necessidade de informações e, por vezes, de conselhos. Esta necessidade, é tanto mais intensa, quanto mais envolvente é a compra. Para poder influenciar os seus potenciais clientes, um gestor de marketing deve procurar saber quais são as principais fontes de informação e de aconselhamento às quais recorrem os seus potenciais clientes.
Conforme Iwatura (2009) através da análise de seus consumidores, as organizações obterão valiosas informações sobre o seu mercado:
- Quem são “ocupantes” do mercado;
- Quais os “objetos” que o mercado adquire;
- Quais as “organizações” que participam da compra;
- Como funcionam as “operações” de compra;
- Quais as “ocasiões” de compra;
- Quais os “pontos de venda”.

São muitas as variáveis que influenciam esse comportamento, sejam elas procedentes do ambiente externo, cultura, classe social, entre outras ou inerentes aos seres humanos, caracterizando as diferenças individuais.  É nesta linha que aparece os modelos explicativos do comportamento dos consumidores que são as variáveis individuais explicativas do comportamento do consumidor, as variáveis sociológicas e psico-sociológicas e a análise do processo de decisão em que cada uma traz consigo um esclarecimento particular (Lindon et al., 2000:106:126).   A análise do comportamento de compra ao nível das variáveis individuais pode fazer-se segundo três abordagens complementares: a abordagem ao nível das necessidades e das motivações, Lindon (2000) explica que para agir, o indivíduo deve gastar certa energia numa direção determinada e a causa da ação reside nas necessidades e nas carências físicas e psíquicas do indivíduo.

## Classificações de Clientes[8]
Conforme Sheth, Mittal e Newman (2001) existem clientes ou consumidores domésticos e clientes ou consumidores comerciais, que adquirem tanto produtos como serviços. Aqui é importante distinguir, então, clientes domésticos de clientes organizacionais e produtos de serviços.
Clientes domésticos são os consumidores finais, indivíduos que adquirem produtos ou serviços para uso ou consumo. É o caso do cliente que compra seus mantimentos no supermercado ou da cliente que adquire um sapato novo em uma loja de vestuário. Ou seja, é o último da cadeia de comercialização.
Clientes organizacionais, por outro lado, são organizações que adquirem produtos de outras organizações, tanto para consumo quanto para revenda. Por exemplo, uma empresa de móveis que adquire madeira é cliente da empresa madeireira: consumirá a matéria-prima para a produção de suas mercadorias. Por outro lado, uma loja de materiais de construção que adquire cimento poderá revender depois tanto para outra empresa (uma construtora, que o consumirá em suas obras) quanto para os consumidores finais (os clientes domiciliares).
Há também diferenças em considerar um cliente que adquire e utiliza produtos e em considerar um consumidor que adquire e consome serviços. Podemos ter clientes organizacionais que adquirem produtos (que podem ser matérias-primas ou material de escritório) ou que adquirem serviços (um serviço de consultoria ou o serviço de telefonia). Isso também ocorre para clientes domiciliares (os consumidores finais), que podem adquirir produtos (material para limpeza ou alimentos) ou contratar serviços (uma viagem aérea ou o serviço de um eletricista).
Em relação ao serviço, conforme Nickels e Wood (1999), é importante destacar que ele é consumido ao mesmo tempo em que é produzido, não pode ser armazenado, ou estocado, não pode ser examinado fisicamente (intangibilidade) e sua variabilidade é muito maior que a variabilidade de produtos (geralmente, por depender de pessoas para ser prestado, a padronização em serviços é menor que a padronização em produtos).
Com o produto, o consumo não deve acontecer necessariamente no momento da compra. Além disso, o serviço não pode ser possuído, ou ser propriedade de alguém. Tanto uma empresa pode ter propriedade de máquinas e equipamentos quanto um consumidor de um automóvel. No entanto, uma empresa não consegue armazenar o serviço de assistência técnica que prestam a ela para manutenção de suas máquinas assim como um consumidor não consegue armazenar o serviço de locação de um automóvel ou de oficina mecânica. Um bom exemplo é o serviço de cabeleireiro, pois é produzido ao mesmo tempo em que o consumidor está tendo seu cabelo cortado (consumindo o serviço).
Todas essas características diferenciam o comportamento de alguém que adquire um produto e um serviço. O serviço em si geralmente é prestado por pessoas, ou, quando há máquinas envolvidas, é o consumidor que participa da produção do serviço. Consumidores dependerão muito mais de experiências passadas (como em relação a um serviço de restaurante ou estético), da confiança e das credenciais em relação a um prestador de serviço (como com a prestação de serviços por parte de um médico ou de um advogado) para poder avaliá-lo, escolhê-lo e utilizá-lo. (NICKELS; WOOD, 1999)

## Princípios do Comportamento do Consumidor
Imerso nessa logística, é possível ver como principais fatores: a escolha racional, a disponibilidade do produto e os recursos necessários para obtê-los. Segundo a abordagem do risco e da decisão, os consumidores são analisados através do risco que eles aceitam no ato de compra de um produto diferenciado, assim como a influencia que isso tem sobre eles.  
Os princípios do comportamento do consumidor são divididos basicamente em 5 critérios, sendo o primeiro critério os motivos que geram um determinado comportamento no consumidor, e a compreensão do indivíduo que é visto como mesmo. Já o segundo critério é a respeito do consumidor com o produto, levando em conta a auto imagem e as marcas atuais que são encontradas no mercado, o que envolve também a questão do mercado buscar sempre satisfazer o consumidor. O terceiro critério envolve o ambiente em que o indivíduo está inserido, sendo a cultura um fator que também envolve nesse critério de processo de compra. O quarto critério são as ferramentas que medem o grau do comportamento do consumidor, entre o escolher e o consumir. O quinto critério é o comportamento do consumidor perante a sociedade, e como esta pode influenciar o indivíduo, desde fatores econômicos até fatores que envolvem a personalidade do indivíduo. Esses critérios auxiliam a entender o modo de pensar de cada consumidor, e o que geralmente leva ao ato da compra, analisando o processo usando diferentes formas. Esses princípios são essenciais para o sucesso da organização.  
A partir destes princípios entende-se que o comportamento do consumidor permeia as escolhas dos mesmos, as questões culturais do ambiente em que os mesmos estão inseridos, envolvendo também a classe social, e principalmente o grupo em que estes estão inseridos, podendo ser família, ou outros papéis de posições sociais. Existem outras variáveis que influenciam o indivíduo como idade, ocupação, estilo de vida, personalidade. E também fatores psicológicos, sendo eles a motivação, a percepção, a aprendizagem, e as crenças e atitudes de cada consumidor como únicas.

## Outros temas do comportamento do consumidor

### Perceção dos riscos e medidas de atenuação dos riscos
A perceção de risco do consumidor é um fator importante na fase de decisão de compra do processo de compra.
 O risco percebido é definido como "a perceção que um consumidor tem da incerteza e das consequências desfavoráveis de se envolver numa atividade". O risco tem duas componentes: a consequência, que se refere à importância ou gravidade do resultado, e a incerteza, que é a avaliação subjectiva do consumidor sobre a probabilidade de ocorrência de um evento. Por exemplo, muitos turistas têm medo de viajar de avião porque, embora a probabilidade de se envolverem num acidente aéreo seja muito pequena, as consequências podem ser catastróficas. 

### Afeto: Emoções, sentimentos e estados de espírito
O estado emocional de um consumidor afecta uma série de aspectos diferentes do seu comportamento, incluindo a procura de informação, a avaliação de alternativas, a seleção de produtos, a interação com o pessoal do serviço de apoio ao cliente, as reclamações e a resposta à publicidade. Westbrook (1987) define o afeto como "uma classe de fenómenos mentais caracterizados por um estado emocional subjetivo consciente, geralmente acompanhado de emoções e estados de espírito". A investigação mostra que os afectos desempenham um papel importante na formação de atitudes, bem como na avaliação e na tomada de decisões.

### Mudança de marca
A mudança de marca ocorre quando um consumidor decide comprar um produto de uma marca diferente em vez de uma marca conhecida. Os consumidores mudam de marca por uma série de razões, incluindo o facto de não terem uma marca familiar na loja, ou de quererem variedade ou novidade na sua escolha de marca. No mercado dos bens de grande consumo (FMCG), a frequência das mudanças de marca é relativamente elevada. Grande parte da atividade de marketing é dirigida aos consumidores que estão a mudar de marca.